# Gabicce Mare
Gabicce Mare (El Gabéz in romagnolo, El Gabéc'  in dialetto gallo-piceno) è un comune italiano di 5 409 abitanti della provincia di Pesaro e Urbino nelle Marche.

## Geografia fisica

### Territorio
Gabicce Mare è il comune più a settentrione della regione Marche, al confine con l'Emilia-Romagna. Risulta anche il comune meno esteso della provincia di Pesaro e Urbino. Sorge su una piccola baia detta Baia degli Angeli, sull'ultima propaggine della costa romagnola, alle pendici settentrionali del Monte San Bartolo. Nel territorio comunale scorrono il torrente Tavollo e il suo affluente Taviolo, che si uniscono nei pressi del centro cittadino.

### Clima
Il clima è temperato-subcontinentale, simile a quello della Pianura Padana con influsso mitigante marino. In inverno la nevosità media è di 10 cm, con neve portata generalmente dal vento di ponente proveniente dalla pianura. 
A causa della brezza di mare in estate la temperatura massima nell'arco della giornata supera raramente i 33 °C, con umidità relativamente elevata, mentre la brezza di terra mantiene le minime notturne lievemente più alte dell'entroterra romagnolo. Nei giorni in cui spira il garbino (o libeccio, vento catabatico che scende dall'Appennino), le temperature possono raggiungere anche i 38-39 °C, con umidità relativa bassa.  Il vento maggiormente degno di nota, è la bora (nel settembre 2004 ha toccato i 150 km/h) che, insieme allo scirocco, produce anche forti mareggiate.
| Gabicce Mare        | Mesi | Mesi | Mesi | Mesi | Mesi | Mesi | Mesi | Mesi | Mesi | Mesi | Mesi | Mesi | Stagioni | Stagioni | Stagioni | Stagioni | Anno |
| Gabicce Mare        | Gen  | Feb  | Mar  | Apr  | Mag  | Giu  | Lug  | Ago  | Set  | Ott  | Nov  | Dic  | Inv      | Pri      | Est      | Aut      | Anno |
| ------------------- | ---- | ---- | ---- | ---- | ---- | ---- | ---- | ---- | ---- | ---- | ---- | ---- | -------- | -------- | -------- | -------- | ---- |
| T. max. media (°C)  | 7,5  | 9,6  | 12,8 | 16,8 | 21,7 | 26,0 | 28,5 | 27,9 | 24,3 | 19,3 | 13,6 | 9,0  | 8,7      | 17,1     | 27,5     | 19,1     | 18,1 |
| T. min. media (°C)  | 0,8  | 2,0  | 4,6  | 7,8  | 11,7 | 15,4 | 17,7 | 17,6 | 14,8 | 10,8 | 6,4  | 2,3  | 1,7      | 8,0      | 16,9     | 10,7     | 9,3  |
| Precipitazioni (mm) | 57   | 52   | 62   | 65   | 56   | 52   | 53   | 55   | 72   | 72   | 83   | 64   | 173      | 183      | 160      | 227      | 743  |

## Origini del nome
L'attuale toponimo deriva da quello alto-medievale Castellum Ligabitii ("castello di Ligabizio"), poi divenuto Le Gabicce. 

Gabicce Monte e Vallugola visti da Gabicce Mare

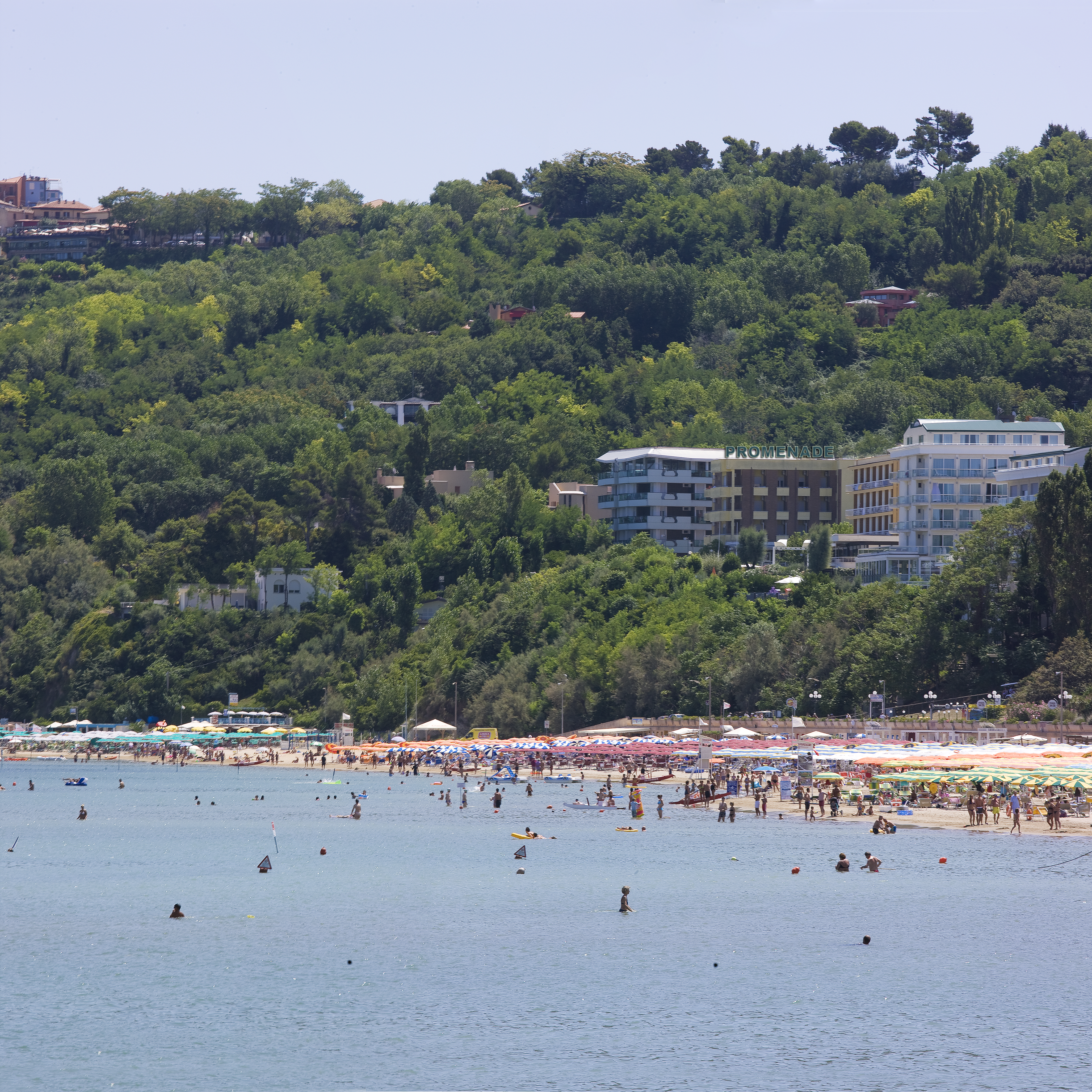
Gabicce. Spiaggia Lato Sud

## Storia
Il sito era già abitato in epoca Romana, come testimoniano i ritrovamenti archeologici.
Il primo aggregato urbano coincide con l'odierna Gabicce Monte, sul promontorio. L'abitato era dotato di una fortezza, menzionata dalle fonti per la prima volta nel 998 (Castellum Ligabitii). Nel Medioevo la storia di Gabicce seguì quella del Ducato di Urbino. Nel XVI secolo due abili vasai originari di Gabicce, Girolamo e Giacomo Lanfranco, idearono una particolare tecnica di lavorazione della ceramica con l'utilizzo di oro zecchino che li rese famosi in tutta Europa.
Nel 1631, con la devoluzione del Ducato alla Santa Sede, Gabicce divenne un dominio diretto dello Stato della Chiesa.
La città conobbe un vero sviluppo economico solo dopo la prima guerra mondiale, quando sulla foce del fiume Tavollo, in comune con l'adiacente Cattolica, venne costruito il porto. Fu così possibile incrementare l'attività di pesca e dare inizio alle attività turistiche. In pochi decenni la città bassa, chiamata Gabicce Mare, divenne la parte del paese più sviluppata demograficamente ed economicamente, tanto che nel 1942 vi fu trasferito il municipio e determinò la nuova denominazione del comune.
Nei decenni del secondo dopoguerra Gabicce Mare ha conosciuto un notevole sviluppo turistico, legato a quello della Riviera romagnola, della quale segna, col promontorio di Gabicce Monte, l'estremità meridionale.

### Simboli
Lo stemma e il gonfalone sono stati concessi con decreto del presidente della Repubblica del 23 ottobre 1997.
Il gonfalone è un drappo partito di rosso e di bianco.

## Società

### Evoluzione demografica
Abitanti censiti

### Etnie e minoranze straniere
Secondo i dati ISTAT del 2016, la popolazione straniera era di 573 persone. Le nazionalità maggiormente rappresentate erano:
- Romania: 132
- Albania: 88
- Ucraina: 88
- Senegal 29
- Russia 29
- Macedonia del Nord 27
- Bulgaria 23

## Economia
L'economia si basa essenzialmente sulle attività turistiche. Il comune si fregia della Bandiera Blu, riconoscimento conferito dalla FEE alle migliori località costiere europee.

## Infrastrutture e trasporti
La città è collegata alla rete autostradale tramite il casello Cattolica - San Giovanni - Gabicce Mare dell'A14 Adriatica, situato poco fuori dal confine comunale, nel comune di San Giovanni in Marignano.
Il collegamento ferroviario (linea Bologna-Ancona) è dato dalla stazione di Cattolica-S.Giovanni-Gabicce, di poco esterna ai confini comunali, nel territorio di Cattolica.
A giugno 2008 è stato inaugurato un ponte mobile pedonale-ciclabile che collega Gabicce Mare (PU) alla confinante Cattolica (Provincia di RN).

## Amministrazione
| Periodo        | Periodo        | Primo cittadino   | Partito                                                       | Carica  | Note   |
| -------------- | -------------- | ----------------- | ------------------------------------------------------------- | ------- | ------ |
| 3 giugno 1986  | 24 luglio 1990 | Fausto Donati     | Partito Comunista Italiano                                    | Sindaco | [ 12 ] |
| 24 luglio 1990 | 24 aprile 1995 | Fausto Donati     | Partito Comunista Italiano Partito Democratico della Sinistra | Sindaco | [ 12 ] |
| 24 aprile 1995 | 14 giugno 1999 | Bruna Tacchi      | Centro-sinistra                                               | Sindaca | [ 12 ] |
| 14 giugno 1999 | 14 giugno 2004 | Domenico Pritelli | Lista civica                                                  | Sindaco | [ 12 ] |
| 14 giugno 2004 | 8 giugno 2009  | Corrado Curti     | Centro-sinistra                                               | Sindaco | [ 12 ] |
| 8 giugno 2009  | 26 maggio 2014 | Corrado Curti     | Centro-sinistra                                               | Sindaco | [ 12 ] |
| 26 maggio 2014 | 27 maggio 2019 | Domenico Pascuzzi | Insieme per cambiare                                          | Sindaco | [ 12 ] |
| 27 maggio 2019 | 10 giugno 2024 | Domenico Pascuzzi | Insieme per Gabicce Mare                                      | Sindaco | [ 13 ] |
| 10 giugno 2024 | in carica      | Marila Girolomoni | Insieme per Gabicce Mare                                      | Sindaca | [ 12 ] |

### Gemellaggi
- Ötigheim, dal 1999
- Bruxelles, dal 2003
- Eguisheim, dal 2007
- Guastalla, dal 2009[14]
- Nocera Umbra, dal 2011

## Sport

### Calcio
La squadra principale è A.S.D. Gabicce Gradara Calcio che milita in Promozione ed è unita sportivamente al comune di Gradara, l'altra è invece il F.C.D. San Bartolo che disputa il campionato di Prima Categoria dell'Emilia-Romagna.

### Ciclismo
Per tre volte Gabicce è stata sede di arrivo e/o partenza di tappa del Giro d'Italia: 1976, 1977, 2013.
- 1976: arrivo 11ª tappa Terni-Gabicce, vinta da Antonio Menéndez; partenza 12ª tappa Gabicce-Porretta Terme, vinta da Sigfrido Fontanelli;
- 1977: arrivo 6ª-1ª tappa Spoleto-Gabicce, vinta da Freddy Maertens; 6ª-2ª tappa Gabicce-Gabicce, vinta da Freddy Maertens; partenza 7ª Gabicce-Forlì, vinta da Freddy Maertens;
- 2013: 8ª tappa Gabicce-Saltara (cronometro individuale), vinta da Alex Dowsett.